# Stele di Kelišin
La stele di Kelišin o stele di Kelashin è una stele appartenente al regno di Urartu e recante un'iscrizione bilingue. La sua esistenza venne resa nota dall'archeologo tedesco Friedrich Eduard Schulz che la scoprì nel 1827.
La stele si trovava sul passo di Kelišin o Kelashin (kel = stele [tombale], shin = blu) situato a quasi 3.000 metri s.l.m. sul Kuh-e Siah (Montagna Nera) nella catena dei monti Zagros. Attualmente si trova in un museo a Urmia in Iran, una copia si trova in un museo a Teheran: la stele, situata originalmente in una località con condizioni ambientali spesso proibitive, è stata danneggiata oltre che dalla naturale usura del tempo anche da numerosi colpi d'arma da fuoco nel corso del secolo passato.
La stele è in diorite, le sue dimensioni sono 1,71 m di altezza, 0,62 m di larghezza e 0,315 m di spessore. Le due facce dove sono le iscrizioni sono posizionate una verso Nord e una verso Sud.
La stele risale a circa l'800 a.C. e riporta un testo bilingue accadico-urarteo. L'iscrizione col testo accadico è composta di 42 righe: il testo parla della conquista della città mannea di Musasir, la cui locazione non è ancora accertata con sicurezza, da parte del re armeno Ishpuini di Urartu, che regnò dal 828 a.C. al 810 a.C.